# Боксберг (Баден)
Боксберг (нім. Boxberg) — місто у Німеччині, у землі Баден-Вюртемберг. Підпорядковане адміністративному округу Штутгарт. Входить до складу району Майн-Таубер. 
Населення - 6 967 осіб (на 31 грудня 2010). Площа - 101,81 км². 
Офіційний код — 08 1 28 014.